# Wichów

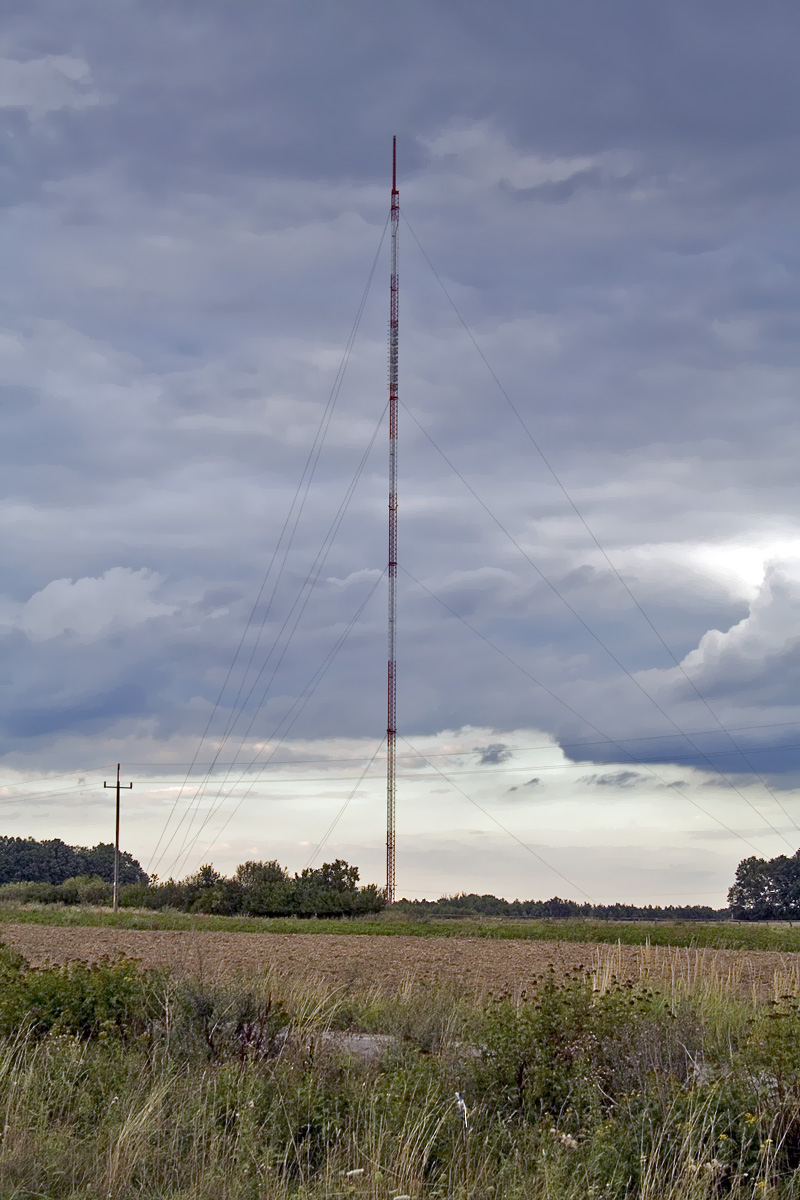
Maszt radiowy RTCN Żagań

Wichów (niem. Weichau) – wieś w Polsce, położona w województwie lubuskim, w powiecie żagańskim, w gminie Brzeźnica.
W miejscowości przed II wojną światową znajdował się majątek „Ober Weichau” wraz z nieistniejącym dziś pałacem.
W latach 1975–1998 wieś administracyjnie należała do województwa zielonogórskiego.

## Integralne części wsi
| SIMC    | Nazwa      | Rodzaj     |
| ------- | ---------- | ---------- |
| 0908337 | Przyborze  | przysiółek |
| 0908343 | Trojanówka | przysiółek |

## Zabytki
Do wojewódzkiego rejestru zabytków wpisane są:
- kościół parafialny pod wezwaniem św. Marcina, z XIII w., w połowie XIV wieku, w XIX wieku. Jednonawowa budowla z kamienia i cegły w stylu gotyckim. W XVI w. kościół uległ przebudowie, m.in. dobudowano wieże. We wnętrzu z późnogotycki tryptyk z 1500 r. i ambona z malowidłami z XVIII w.
- zajazd, budynek murowany z XVIII w., w połowie XIX wieku, obecnie budynek mieszkalny.
- po części granicy południowej wsi biegną Wały Śląskie, wzniesione w XV w. jako podłużne umocnienie graniczne pomiędzy księstwami żagańskim a głogowskim[7].

## Inne obiekty
- RTCN Żagań-Wichów, maszt radiowy o wysokości 158 m (wysokość anten 280 m n.p.m.), wybudowany w 2003 roku, nadający dwadzieścia siedem programów telewizji naziemnej i siedem radiowych (stan listopad 2016)
- W Wichowie znajduje się cmentarz z wydzieloną częścią z poniemieckimi grobami[5].

## Kultura
We wsi działają zespoły ludowe górali czadeckich „Wichowianki” założony w 1993 r. oraz Młodzieżowy Zespół Pieśni i Tańca Górali Czadeckich „Źródełko”. Obydwie grupy założone zostały przez Barbarę Husar. Od roku 2003 funkcjonuje także „Kapela Syrba”- rodzinny zespół Stachowiaków.

## Demografia
Liczba mieszkańców miejscowości w poszczególnych latach:
| Rok  | Liczba mieszkańców |
| ---- | ------------------ |
| 1998 | 516                |
| 2002 | 498                |
| 2009 | 488                |
| 2011 | 500                |
| 2021 | 461                |

Od roku 1998 do 2021 liczba osób żyjących w miejscowości zmniejszyła się o 10,7%.